# Orah (Berane)
Pour les articles homonymes, voir Orah.
Orah (en serbe cyrillique : Орах) est un village du nord-est du Monténégro, dans la municipalité de Berane.

## Démographie

### Évolution historique de la population
| 1948 | 1953 | 1961 | 1971 | 1981 | 1991 | 2003 |
| ---- | ---- | ---- | ---- | ---- | ---- | ---- |
| 150  | 158  | 170  | 138  | 129  | 113  | 90   |